# Finnish International 2009
Die Finnish International 2009 fanden vom 2. bis zum 5. April 2009 in Vantaa statt. Es war die 13. Austragung dieser internationalen Meisterschaften von Finnland im Badminton.

## Medaillengewinner
| Disziplin    | Gold                          | Silber                           | Bronze                                   |
| ------------ | ----------------------------- | -------------------------------- | ---------------------------------------- |
| Herreneinzel | Peter Mikkelsen               | Marc Zwiebler                    | Rajiv Ouseph                             |
| Herreneinzel | Peter Mikkelsen               | Marc Zwiebler                    | Hsu Jen-hao                              |
| Dameneinzel  | Juliane Schenk                | Judith Meulendijks               | Hung Shih-han                            |
| Dameneinzel  | Juliane Schenk                | Judith Meulendijks               | Kristína Ludíková                        |
| Herrendoppel | Chen Hung-ling Lin Yu-lang    | Rasmus Bonde Mikkel Delbo Larsen | Jürgen Koch Peter Zauner                 |
| Herrendoppel | Chen Hung-ling Lin Yu-lang    | Rasmus Bonde Mikkel Delbo Larsen | Michael Fuchs Ingo Kindervater           |
| Damendoppel  | Valeria Sorokina Nina Vislova | Sandra Marinello Birgit Overzier | Rachel van Cutsen Paulien van Dooremalen |
| Damendoppel  | Valeria Sorokina Nina Vislova | Sandra Marinello Birgit Overzier | Elin Bergblom Anastasia Kudinova         |
| Mixed        | Vitaliy Durkin Nina Vislova   | Robin Middleton Imogen Bankier   | Stilian Makarski Diana Dimova            |
| Mixed        | Vitaliy Durkin Nina Vislova   | Robin Middleton Imogen Bankier   | Ruud Bosch Paulien van Dooremalen        |